# Medal „Za zasługi w przeprowadzeniu wszechrosyjskiego spisu powszechnego”
Medal „Za zasługi w przeprowadzeniu wszechrosyjskiego spisu powszechnego” (ros. Медаль «За заслуги в проведении Всероссийской переписи населения») – państwowe odznaczenie Federacji Rosyjskiej.

## Historia
Odznaczenia zostało ustanowione dekretem Prezydenta Federacji Rosyjskiej z dnia 14 października 2002 roku nr 1151 dla wyróżnienia osób przeprowadzających spis powszechny w Federacji Rosyjskiej w 2002 roku.
Dekret Prezydenta Federacji Rosyjskiej z dnia 7 września 2010 roku nr 1099 o systemie odznaczeń państwowych nie wymienia tego odznaczenia jako odznaczenie państwowe.
Odznaczenie jest jednostopniowe.

## Zasady nadawania
Odznaczenie było przyznawane obywatelom, którzy wnieśli znaczący wkład w przygotowanie i przeprowadzenie Rosyjskiego Spisu Powszechnego w 2002 roku.
Odznaczenie było nadawane jednorazowo w latach 2002–2003.

## Opis odznaki
Odznakę medalu stanowi okrągły krążek o średnicy 32 mm, wykonany z mosiądzu.
Na awersie odznaczenia w środku znajdują się herb Rosji w otoczeniu wieńca z liści laurowych. Wzdłuż krawędzi jest napis w języku rosyjskim ВСЕРОССИЙСКАЯ ПЕРЕПИСЬ НАСЕЛЕНИЯ (pol. Wszechrosyjski Spis Powszechny).
Na rewersie medalu znajduje się napis w języku rosyjskim ЗА ЗАСЛУГИ В ПРОВЕДЕНИИ ВСЕРОССИЙСКОЙ ПЕРЕПИСИ НАСЕЛЕНИЯ (pol. Za zasługi w przeprowadzeniu wszechrosyjskiego spisu powszechnego), a pod nim data 2002.
Medal zawieszony był na wstążce orderowej o szer. 24 mm w barwach flagi Rosji, tj. paski biały, niebieski i czerwony o szer. 8 mm każdy.